# L'Étudiant de Prague (film, 1926)
Pour les articles homonymes, voir L'Étudiant de Prague.
Pour plus de détails, voir Fiche technique et Distribution.
L'Étudiant de Prague (Der Student von Prag) est un film allemand réalisé par Henrik Galeen, sorti en 1926. Il s'agit du remake du film homonyme de 1913.

## Synopsis
En 1920, à Prague, l'étudiant Balduin est considéré comme un excellent épéiste. Par une belle journée d'automne, la clique étudiante fait un voyage à la campagne pour s'arrêter dans une taverne et boire beaucoup de bière. Il y a aussi Lyduschka, une jolie fleuriste qui est apparemment tombée amoureuse de Baldwin. Ils partent faire une ronde dans un village endormi, près d'un magnifique château. Le comte impérial de Schwarzenberg y réside avec sa belle fille Margit. Ceci est fiancé au baron von Waldis.
Lorsque le cheval de la comtesse Margit s'emballe au cours d'une partie de chasse, Balduin, qui sort de l'auberge, la rattrape avant de tomber. Par gratitude, elle l'invite au château et Face à l'abondance et à la richesse qui s'y trouvent, Balduin prend vite conscience de la misère de sa propre existence. Une autre personne présente a profité de cette connaissance un certain Scapinelli, considéré comme un usurier qui ourdit dans l'ombre pour ses desseins secrets. Baldwin passe alors un marché surnaturel avec lui et son image émerge du miroir. Il devient un homme riche, achetant une magnifique maison avec des domestiques et développe un amour profond pour Margit, qu'elle lui rend. Lorsqu'il essaie de lui glisser un mot lors d'une soirée, à laquelle Lyduschka est également présente, la magie de Scapinelli le met entre de mauvaises mains, Lyduschka. A l'aide de l'ombre de Scapinelli, qui s'élargit à une taille gigantesque, cette note tombe de la haute balustrade, sur laquelle les amants s'embrassent, juste à ses pieds. Lyduschka est jalouse et tente de mettre fin à leur romance en utilisant son rival en remettant la note au baron Waldis. Ce dernier étant toujours fiancé à la jeune comtesse, se sentant humilié, va provoquer en duel le jeune homme. 
Les deux adversaires conviennent d'un duel au sabre mais le père de Balduin, sachant que ce dernier est doué, lui fait promettre d'épargner la vie du baron. Se rendant en carrosse au duel, Balduin arrive trop tard et rencontre son reflet, qui a tué Waldis. Le reflet de Balduin devient désormais sa deuxième ombre et le suit partout où il va. Le caractère de Balduin s'aggrave sensiblement sous l'effet de cette tension psychologique constante, et bientôt ses amis et Margit, qui ne veut plus le voir, lui tournent le dos. Finalement, il est même expulsé de l'université à cause de ce duel meurtrier. Maintenant, il ne lui reste plus que Lydushka, qui se jette sur lui mais est repoussée avec dégoût par lui. Lorsque Margit découvre en présence de Balduin qu'il n'a plus d'image miroir, elle s'évanouit de peur. N'en pouvant plus Balduin décide de tuer son reflet. Par une nuit d'orage, il échoue et s'enfuit dans la nuit toujours poursuivit par son reflet. Balduin se retrouve alors devant un miroir où il tire, ce qui le brise en plusieurs morceaux. Son sosie disparait mais après s'être regardé dans un éclat de miroir pour la dernière fois, Baldwin tombe au sol, mortellement blessé. 

## Fiche technique
- Titre original : Der Student von Prag
- Titre français : L'Étudiant de Prague
- Réalisation : Henrik Galeen
- Scénario : Henrik Galeen et Hanns Heinz Ewers
- Photographie : Günther Krampf et Erich Nitzschmann
- Musique : Willy Schmidt-Gentner
- Production : Harry R. Sokal
- Pays d'origine : Allemagne  République de Weimar
- Format : Noir et blanc - 1,33:1 - Film muet
- Genre : fantastique, horreur, drame
- Date de sortie : 1926

## Distribution
- Conrad Veidt : Balduin, un étudiant
- Elizza La Porta : Liduschka, Blumenmädchen
- Fritz Alberti : Graf Schwarzenberg
- Agnes Esterhazy : Comtesse Margit
- Ferdinand von Alten : Baron Waldis-Schwarzenberg, Margits Vetter und Verlobter
- Werner Krauss : Scapinelli, Wucherer